# Playas de Garruncho y La Guardada
Las playas de Garruncho y La Guardada se encuentran en el concejo asturiano de Muros de Nalón y pertenecen a la localidad de San Esteban (España).

## Descripción
Los lechos de ambas son de arenas grises de grano grueso y en escasa cantidad; el resto es de piedra. Los grados de urbanización y ocupación en ambas playas son bajos. El acceso peatonal hasta la playa es muy fácil a pie de menos de 0,5 km para Garruncho y directamente rodados hasta la propia playa en La Guardada. El grado de urbanización es medio para La Guardada y bajo para Garruncho.
Ambas playas pertenecen a la Costa Central asturiana y presentan protección como ZEPA y como LIC.
Para acceder a estas playas lo mejor es acceder primero a la de La Guardada y, a través de ella, llegar a Garruncho pero solo durante las horas de bajamar. El acceso a La Guardada es bastante fácil pues está al comienzo del espigón del propio puerto de San Esteban de Pravia. Como dato orientativo, muy próximo a este lugar hay una piscina que se abastece con agua de mar. Ladera arriba se ve un camino que sube hasta la ermita del Espíritu Santo, desde donde se pueden observar unas excelentes vistas de las playas anexas. Precisamente desde esta ermita empieza la senda peatonal llamada «ruta de los miradores» y que llega hasta las Playas de Campofrío y Aguilar. Las playas no tienen ningún servicio y las actividades más recomendables son la pesca submarina y la recreativa a caña. Es muy conveniente tener en cuenta los cambios continuos de las corrientes del mar si se está practicando la pesca submarina.